# 西崎キク
西崎 キク（にしざき キク、1912年（大正元年）11月2日 - 1979年（昭和54年）10月6日）は、日本の女性パイロットの草分けのひとりである。旧姓松本。通称きく子。埼玉県児玉郡七本木村（現上里町）出身、NHKドラマ『雲のじゅうたん』のモデルのひとりといわれる。

## パイロットを目指す
埼玉県女子師範を卒業して小学校の教員となっていたが、生徒を引率して訪れた群馬県太田市の尾島飛行場で飛行機に魅せられ、航空を志す。1931年（昭和6年）、小学校を退職して飛行学校に入学、1933年（昭和8年）に二等飛行操縦士免許を取得、馬淵テフ子と共に、日本初の女性水上飛行機操縦士となり、10月には一三式水上機を操縦して郷土を訪問するため飛びたった。
日本人女性パイロットとして初めて、自ら操縦して海外渡航を行ったのは1934年（昭和9年）である。名目は満州国建国親善飛行であり、サルムソン2A2型陸上機「白菊号」を操り、途中で故障のため不時着するなどしながら日本海を横断、同時に日本をたった馬淵テフ子と一日違いで目的地に着陸。日本人の女性飛行士として初の海外渡航を実現したのである。その偉業に対して、10月には航空関係者をたたえるハーモン・トロフィーを受けている。

## 農業開拓と指導者の道へ
それから3年後の1937年（昭和12年）7月、樺太豊原市（当時）市制施行を記念するため第二白菊号でふたたび女性操縦士の長距離飛行が計画され、西崎がパイロットに選ばれたのだが、津軽海峡で墜落してしまい貨物船に救助される。この年、女性を操縦から遠ざけようとする世情がますますつのってきたことから、飛び続けるために陸軍に志願するが、従軍して傷病兵を前線から後方へ移送する飛行などを任されることはなく、空を飛ぶ道を断たれてしまう。年が明けると猪岡武雄と結婚、開拓団に加わって満州に渡ると、現地で小学校に教員として勤めている。ところが猪岡と1941年（昭和16年）に死別、やがて西崎了と出会って1943年（昭和18年）に再婚。
終戦の翌年の1946年（昭和21年）に日本に引き揚げ、郷里の七本木開拓地に入植し、教職につくとおよそ8年間、生徒を教えながら農業に従事した。こうして戦後は教員を務めるかたわら、農業開拓指導に力を注ぎ、また開拓体験記をまとめており、その功績に対して1961年（昭和36年）に農林大臣賞を受賞する。1979年（昭和54年）に死去した。

## 注
1. ↑  朝日新聞と毎日新聞は報道に大きな支障が出た関東大震災を経て航空機を利用した取材活動で競り合っていた。1929（昭和4）年8月にツェッペリン号が日本に寄港したときは朝日新聞が着陸ルートの予想と取材に成功して号外を出し毎日新聞に一歩先んじている[5]。朝日新聞は航空部を重んじると毎日新聞を上回る人員と機材を揃え、1934年には西崎キクと馬淵ちょう子より前に、国産機による中国・北京への飛行を成功させたのである。そこで西崎・真淵の海外渡航を連日[6][7][8]、大きく取上げることができた[5]。
2. ↑  この1937（昭和12）年、朝日新聞が国産機でヨーロッパの飛行を成し遂げた。国産機を使い一般公募で決めた「神風」と命名すると、95時間未満でロンドンに到達（当時の世界記録）。このとき陸軍97式司令部偵察機（偵察機「キ−15」）を用いたように、陸軍はパイロットが活躍する大舞台であった[5]。
3. ↑  2009年、埼玉新聞が西崎キクの履歴について全5回の連載を載せた。5月20日（第2回）以降、5月25日（3）、5月27日（4）、6月1日（5）、6月3日（6）、6月8日（7）と続き、6月10日に結んだ[12]。

### 西崎キクについて
- 上里町史編集専門委員会 編『上里町史 通史編 下巻』 下、上里町、1998年、35頁。 NCID BN08118699。
- 「日本初の女性水上飛行家・西崎キク物語（連載）」『埼玉新聞』2005年5月18日。 全5回の連載。〔（2）5月20日、（3）5月25日、（4）5月27日、（5）6月1日、（6）6月3日、（7）6月8日、（8）6月10日〕
- 末澤芳文『人はなぜ飛びたがるのか—大空に挑んだ世界の〈飛び屋〉たち』光人社、2008年、197-203頁。
- Precious Stories of Saitama-ken編集委員会 編『Precious Stories of Saitama-ken—英語で読む埼玉県（知っておきたい86話）』2009年。
- 上里町男女共同参画アドバイザーの会 編『教壇から大空へ、そして大地へ—西崎キク』上里町立郷土資料館、2010年。
- 栗原彬、吉見俊哉『ひとびとの精神史』岩波書店、2015年。ISBN 9784000288019。

### 日本人女性初の海外飛行
- 「〈白菊號〉奉天着　見事日満連絡を完成」『朝日新聞』1934年10月23日。
- 「〈白菊號〉けさ出発　松本嬢の訪満飛行」『朝日新聞』1934年11月4日。
- 「相次いで國都入り—女鳥人の銀翼　松本嬢は昨日成功　馬淵嬢はけふ壮挙を完成」『朝日新聞』1934年11月5日。
- 「特集 ニッポン事始め物語おわりよきものすべてよし」『潮』第189号、潮出版社、1975年、296-325頁。
- 埼玉県教育委員会 編「西崎キク」『埼玉人物事典』埼玉県、1998年、609-610頁。
- 上里町立郷土資料館 編『夢青き空から—郷土の偉人西崎キク伝』上里町総合政策課、2005年、10-12頁。 11頁に「満州訪問飛行ルート図」。

飛行の様子
- 馬淵テフ子、松本きく子『訪滿飛行を終へて』 51巻、1号、婦女界社、1935年、234-240頁。
- 西みさき『紅翼と拓魂の記』西崎キク、1975年、76-96頁。 西崎キクが自ら回顧する記述がある
- 「日満親善訪問飛行・西崎（旧姓松本）キク」『飛行家をめざした女性たち』新人物往来社、1992年、179-213頁。
- 「日本初の女性水上飛行家・西崎キク物語（連載）」『埼玉新聞』2005年5月25日。 全5回連載の3回